# Fontbotia
Fontbotia es un género de foraminífero bentónico de la subfamilia Cibicidinae, de la familia Cibicididae, de la superfamilia Planorbulinoidea, del suborden Rotaliina y del orden Rotaliida. Su especie tipo es Anomalina wuellerstorfi. Su rango cronoestratigráfico abarca desde el Mioceno hasta la Actualidad.

## Clasificación
Fontbotia incluye a las siguientes especies:
- Fontbotia wuellerstorfi, también aceptado como Cibicides wuellerstorfi